# Crambus albifrons
Crambus albifrons là một loài bướm đêm trong họ Crambidae.